# ماناپوراتو ورگزه جورج
ماناپوراتو ورگزه جورج (انگلیسی: Manapurathu Verghese George; ۳ اکتبر ۱۹۲۸ – ۹ دسامبر ۲۰۱۹) دانشمند در زمینه اهل هند بود.